# Torahskrin

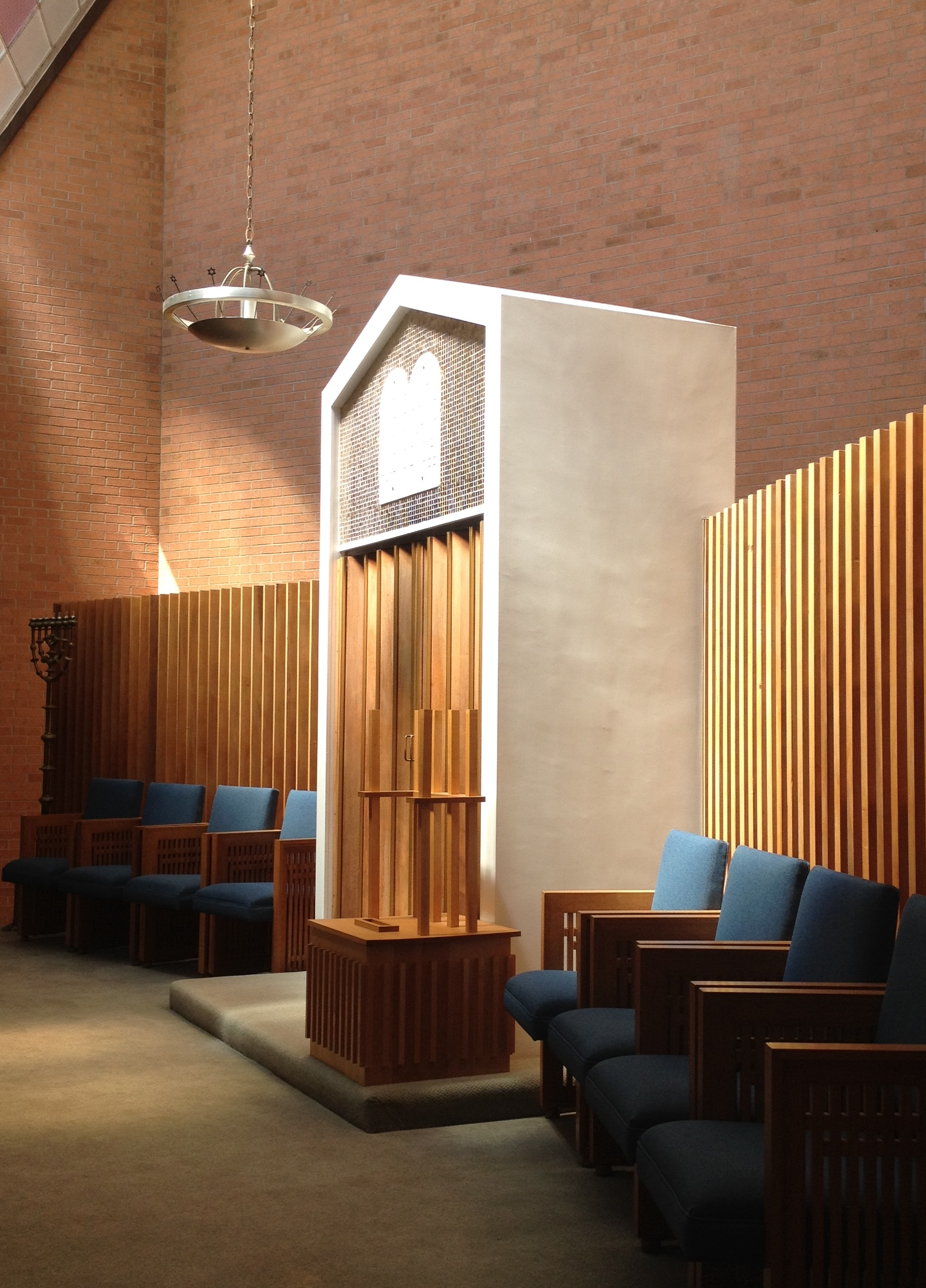
Torahskrin från 1950-talet i Alexandria i Louisiana i USA

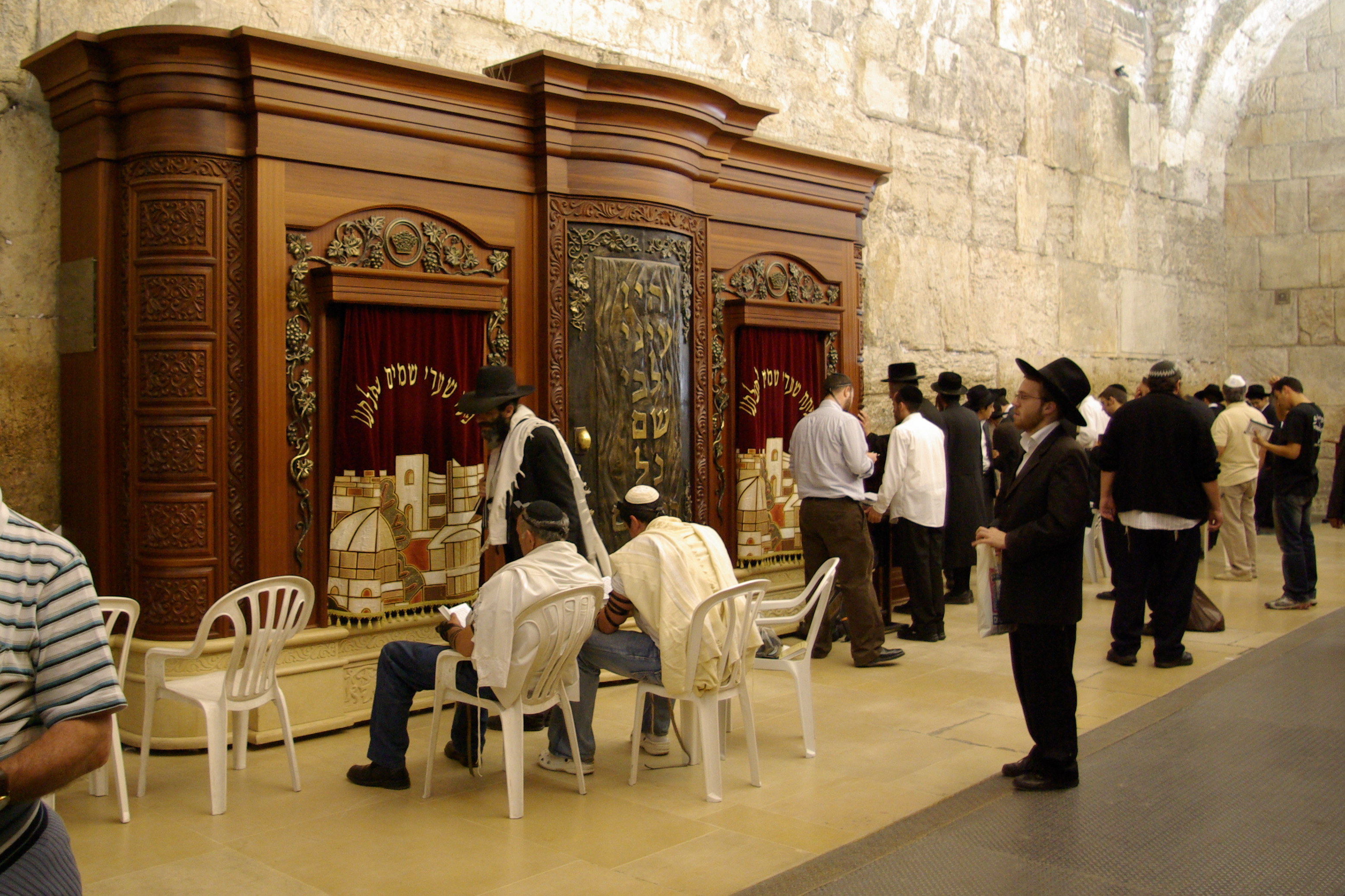
Flyttbart torahskrin vid Västra muren (Klagomuren) i Jerusalem

Torahskrin, eller torahark är en kista, eller ett skåp, för att förvara torahrullar i en synagoga. Sådan har använts för att förvara heliga skrifter i judiska synagogor i nästan 2.000 år.
Torahskrinet är det näst heligaste föremålet i en synagoga, efter torahrullarna själva.

## Bildgalleri

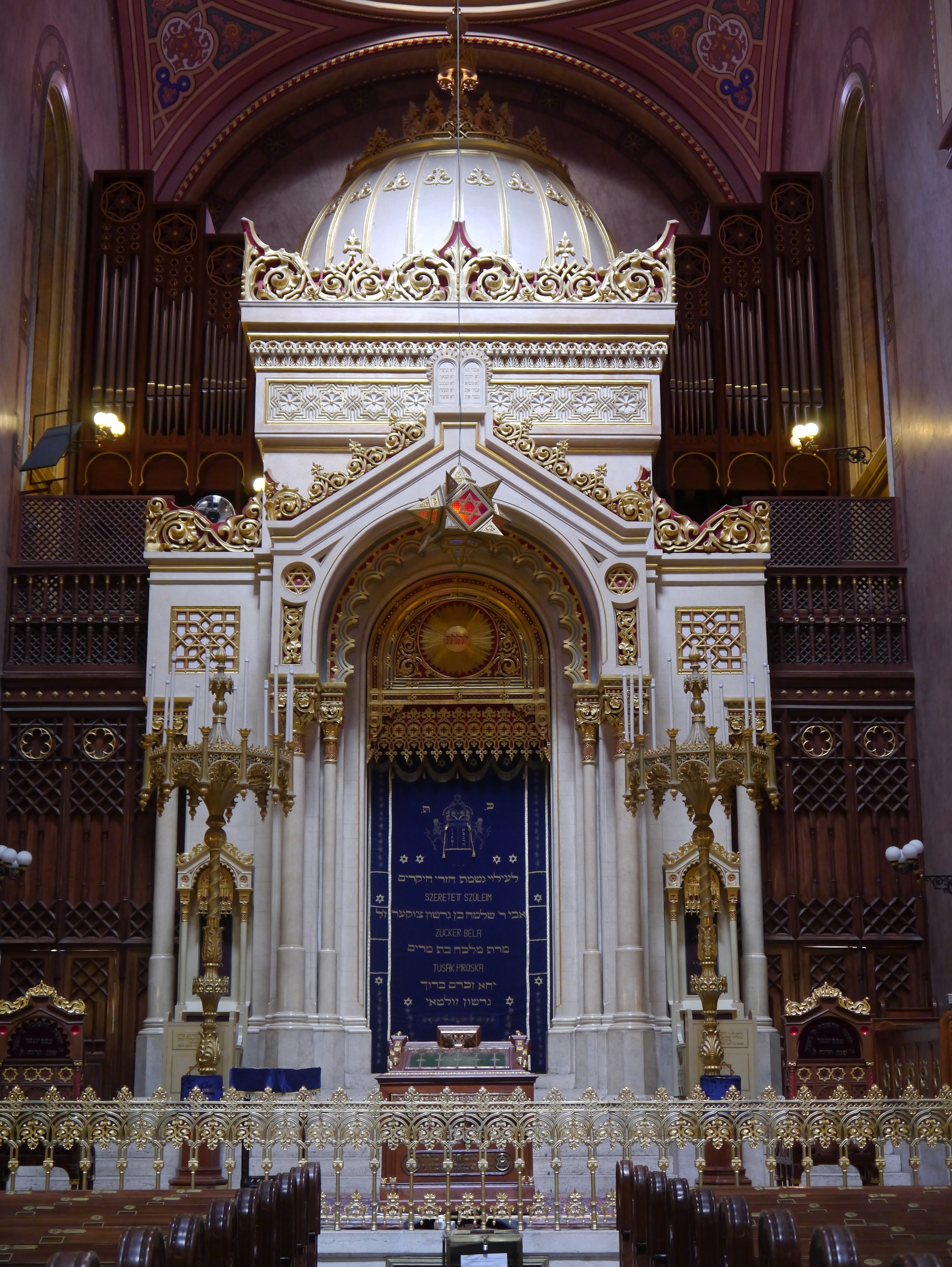
Torahskrin i synagogan vid Dohánygatan i Budapest, byggd 1854
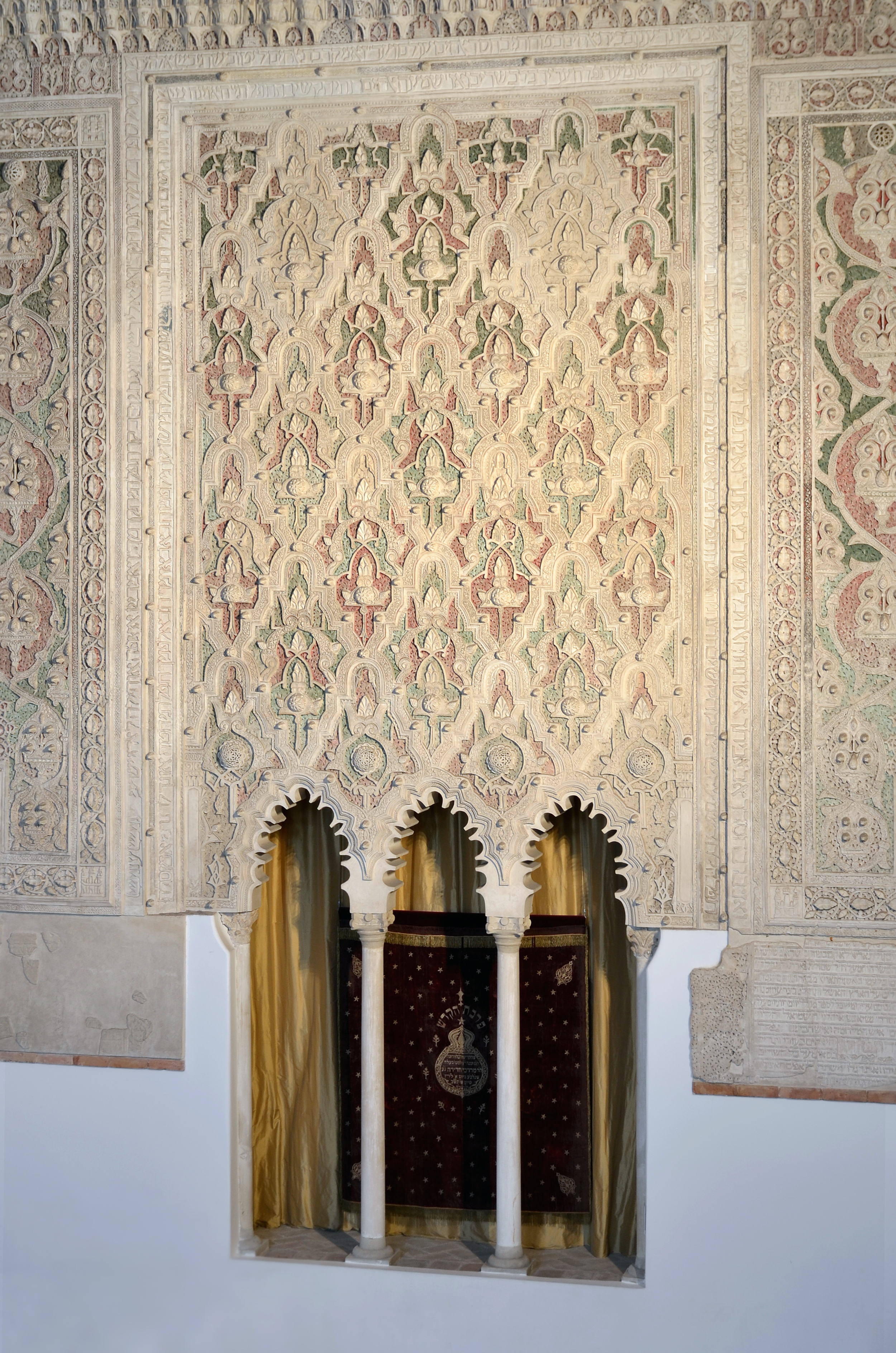
Torahskrin från den sefardiska 1300-talssynagogan El Tránsito i Toledo i Spanien
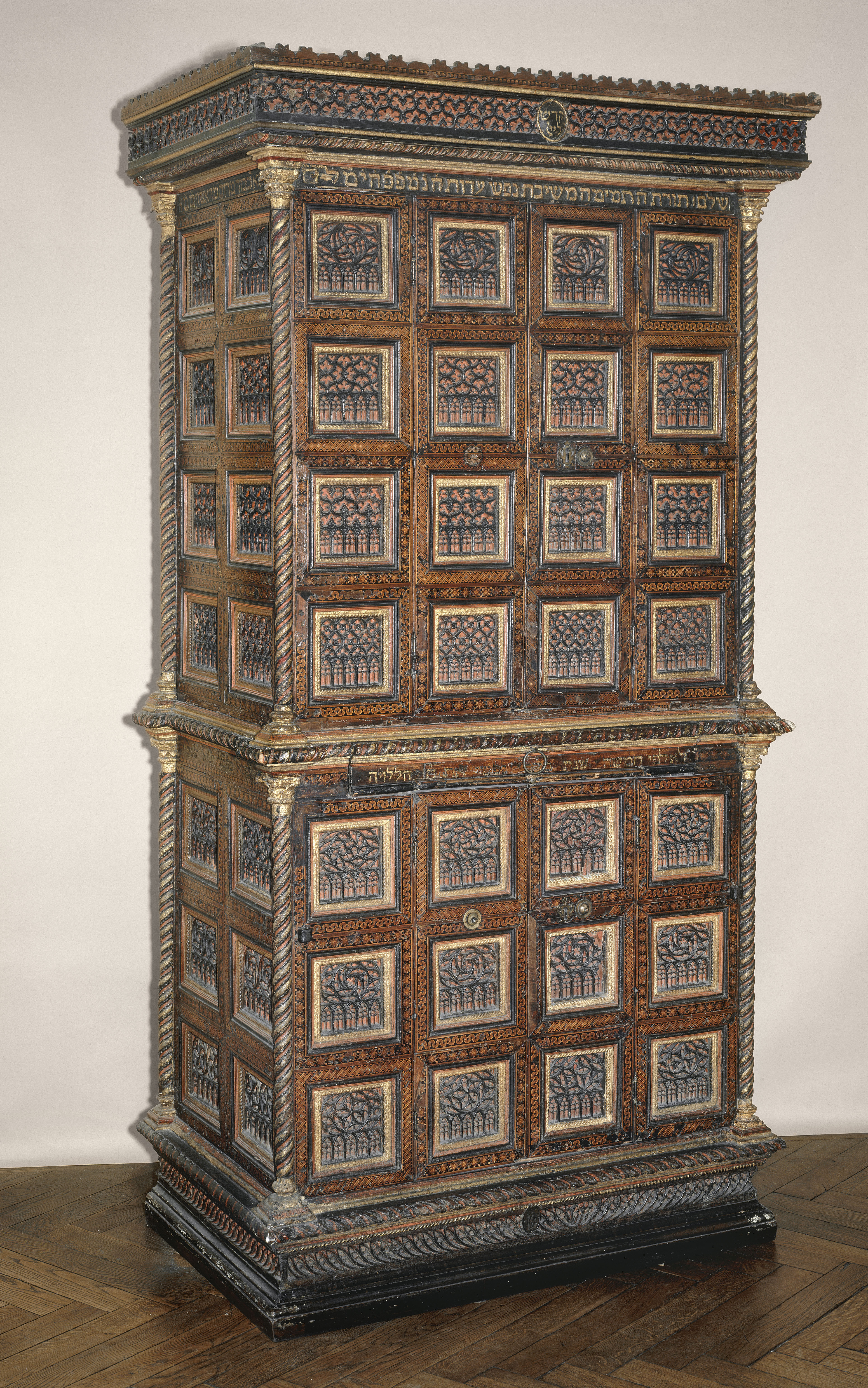
Fritt stående torahskrin, som tillverkats i Modena i Italien 1472
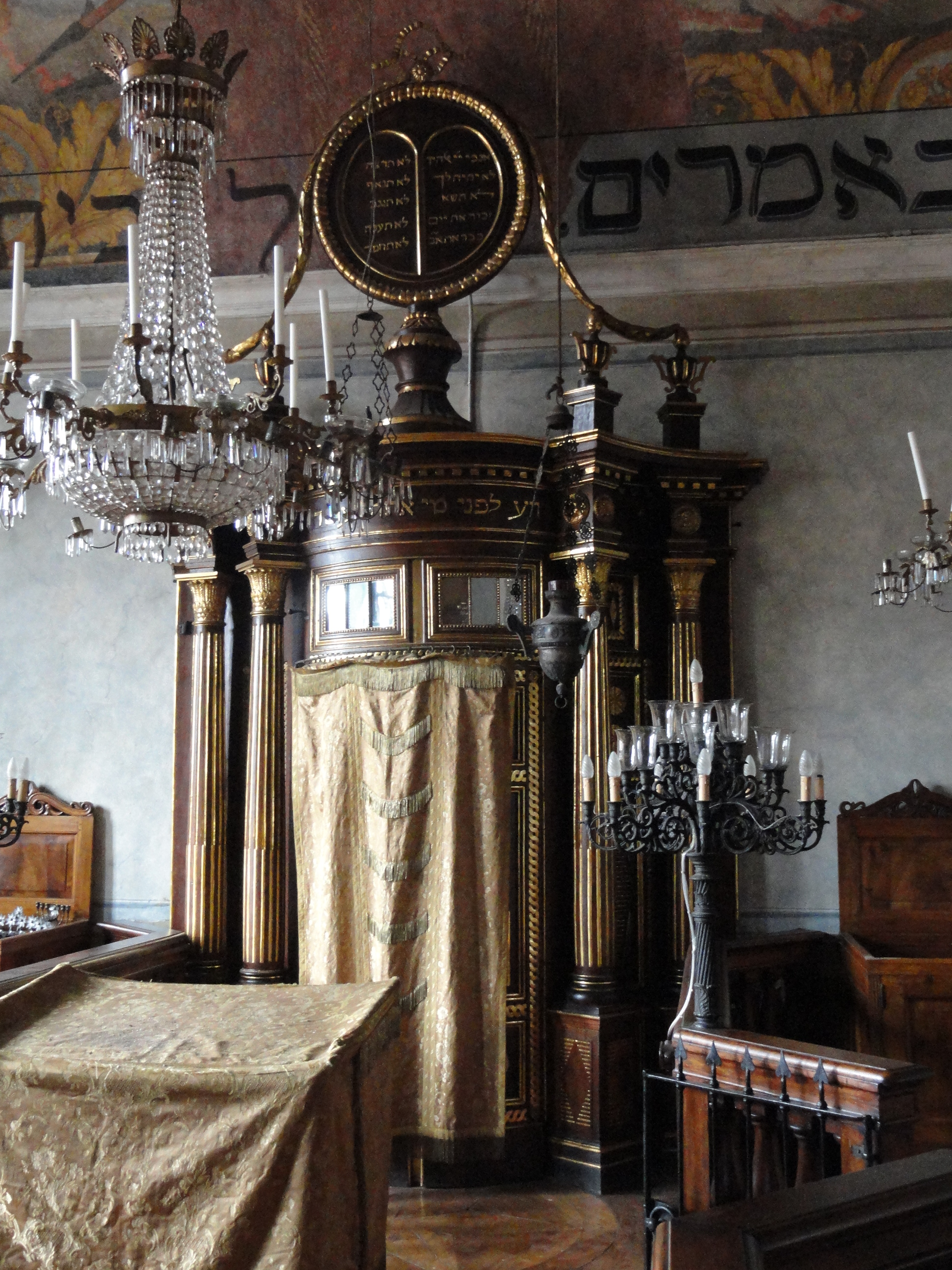
Torahskrin i 1600-talssynagogan i Saluzzo i Italien
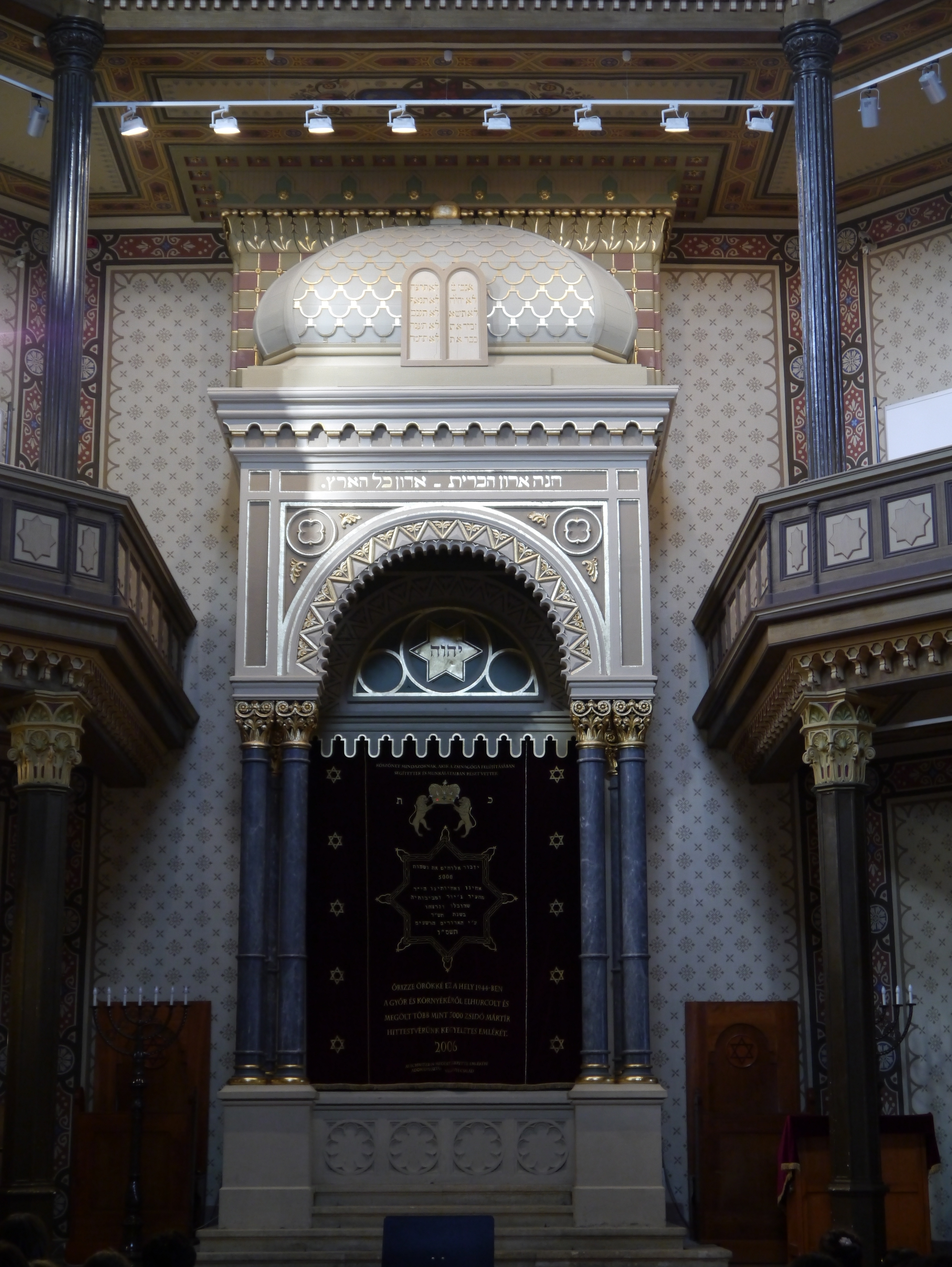
Torahskrin i synagogan i Ark i Győr i Ungern från 1870
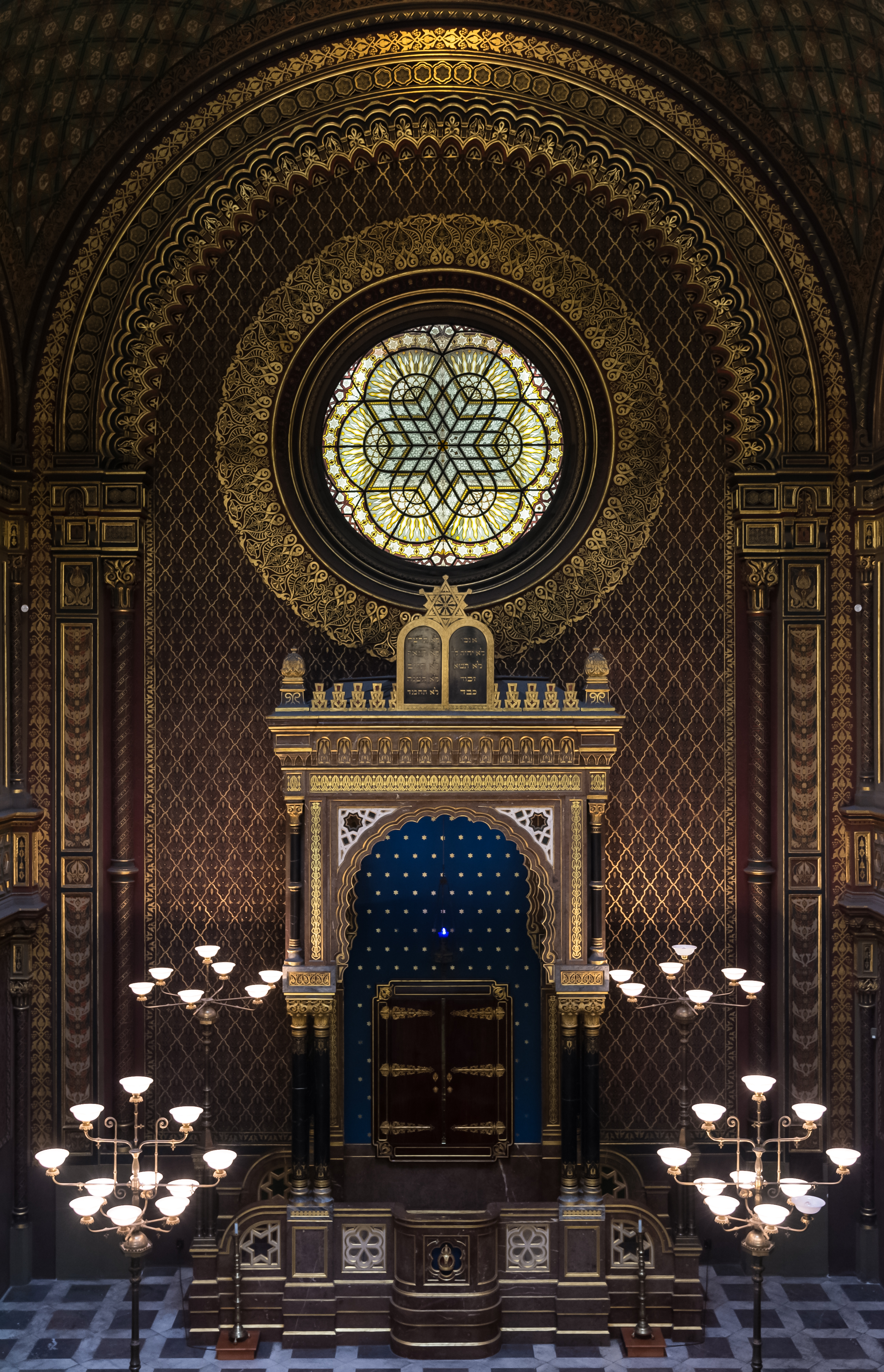
Torahskrin i 1800–talssynagogan Spanska synagogan i Prag i Tjeckien
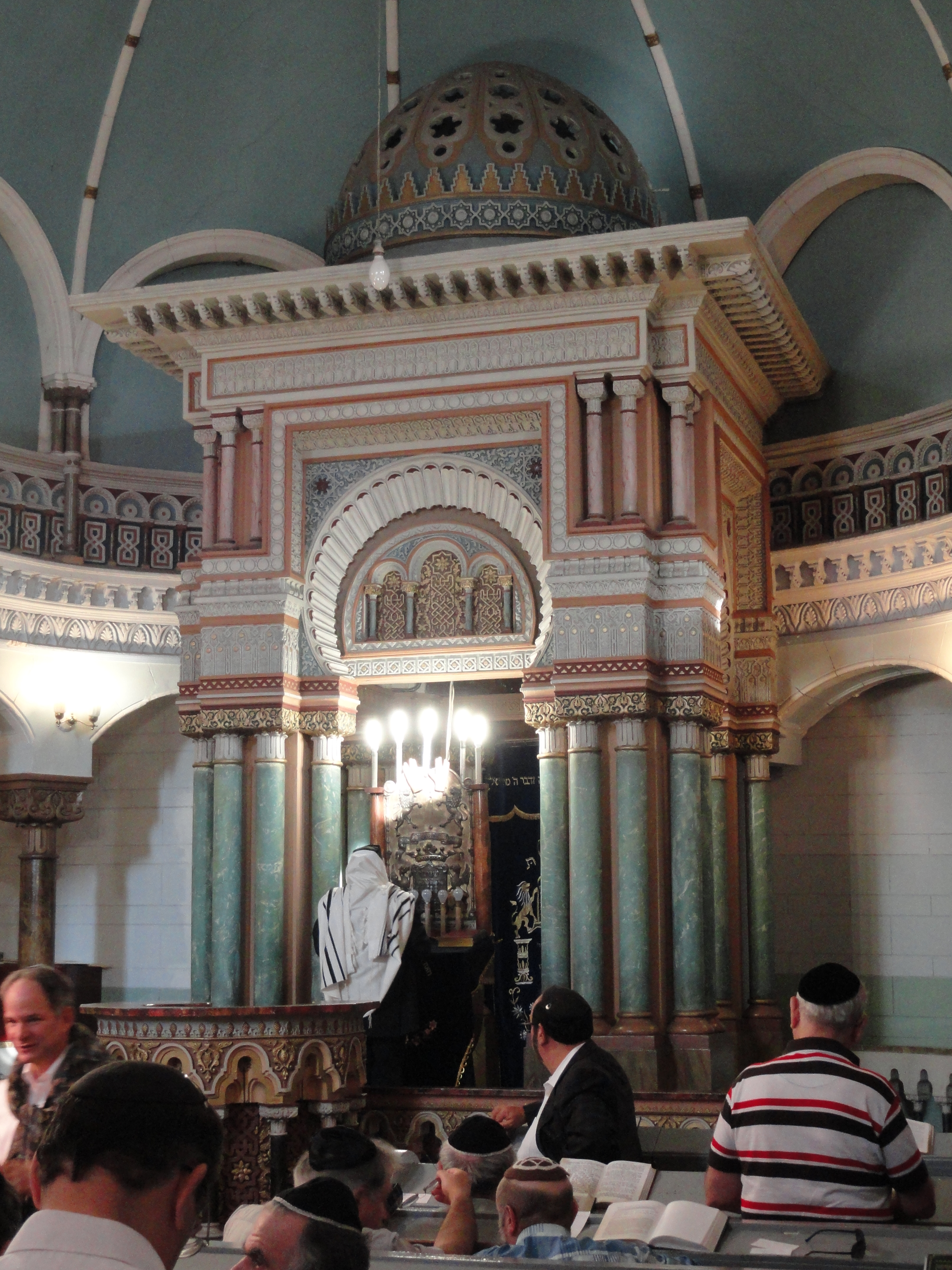
Torahskrin i Vilniaus choralinė sinagoga i Vilnius i Litauen från 1903
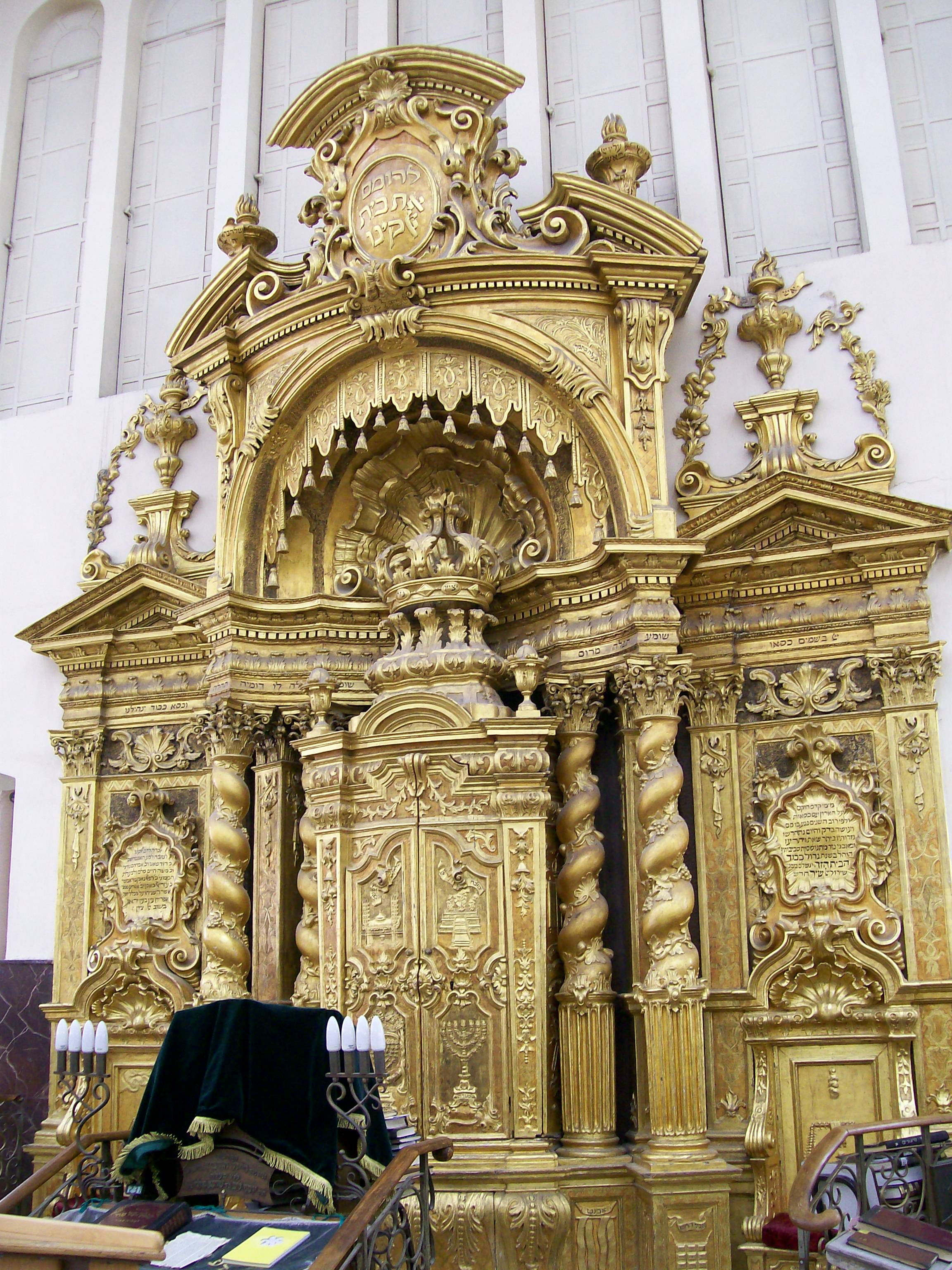
Torahskrin i synagogan Ponevezh Yeshiva från tidigt 1900-tal i Bnei Brak i Israel
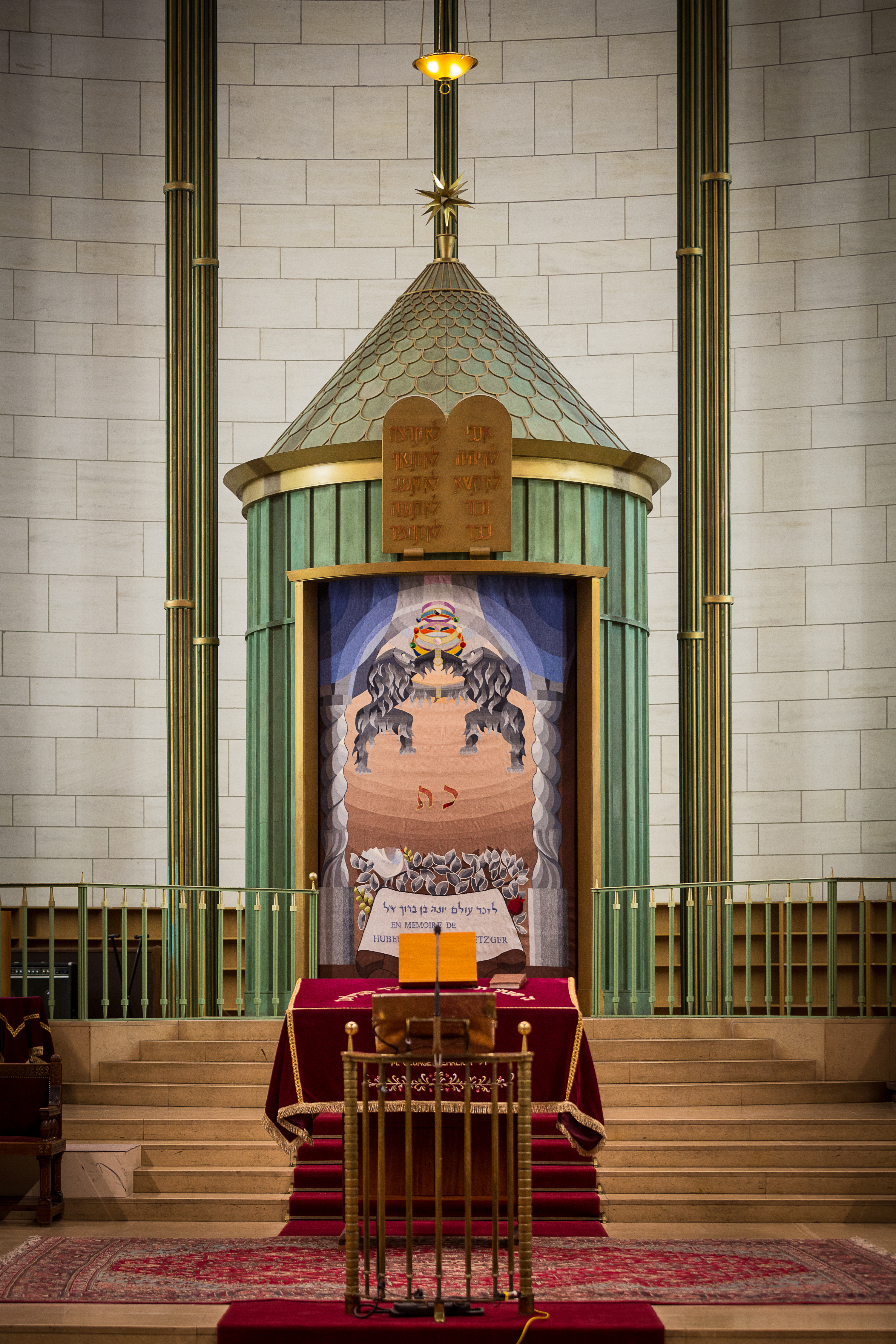
Torahskrin i Grande synagogue de la Paix i Strasbourg i Frankrike, byggd på 1950-talet
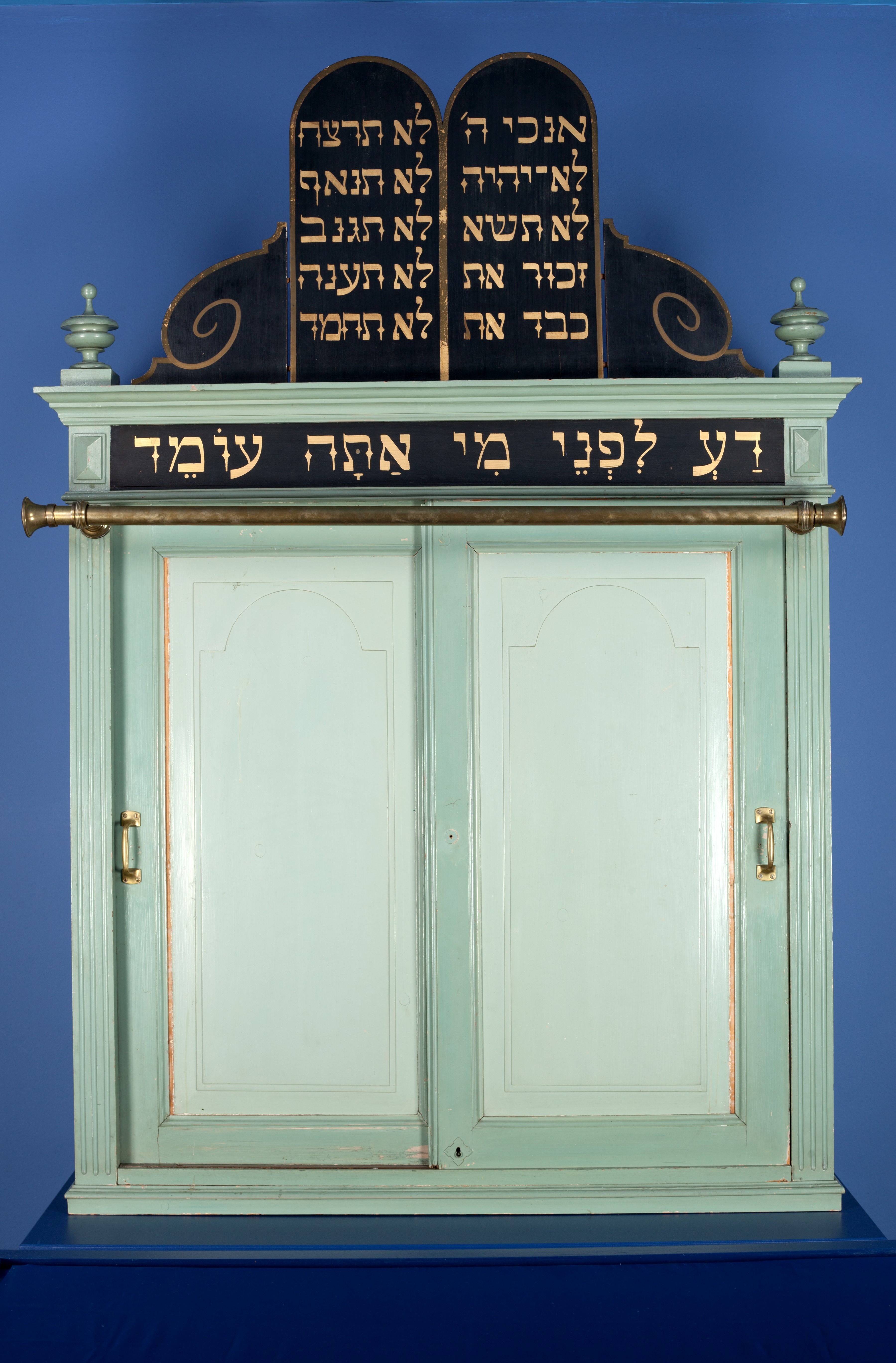
Torahskrin från 1800-talet från den judiska församlingen i Solothurn, på Jüdische Museum der Schweiz i Basel